# Эрик VIII Язычник
Эрик VIII Язычник (швед. Erik Hedningen) — языческий претендент на шведский престол после смерти короля Стенкиля. Христианские гёты выдвинули своего претендента — Эрика VII, сына Стенкиля (швед. Erik Stenkilsson). Это привело к вооруженной борьбе между претендентами, она закончилась гибелью обоих. Адам Бременский утверждает, что все магнаты страны погибли в битве — явное преувеличение. Вслед за этим на шведский престол взошел Хальстен (также сын Стенкиля), возможно при поддержке Инге Старшего.